# Eighteen and Anxious
Eighteen and Anxious è un film del 1957 diretto da Joe Parker.